# 반델레이 브릴리앙치 주니오르
반델레이 브릴리앙치 주니오르(Wanderley Brilhante Junior, 1983 7월 1일)는 브라질 출신 피트니스 코치이다.  흔히 주닝요로 불린다.

## 코치 경력
포항 스틸러스, 수원 삼성 블루윙즈, FC 서울 등 K리그 여러 구단에서 활동하였다.